# Censeur (entreprise)
Dans la gouvernance des grandes entreprises (sociétés anonymes multinationales notamment), un ou plusieurs censeurs peuvent être nommés au sein d'un conseil de surveillance ou d’un conseil d’administration ( « censor » pour les anglophones). Ce sont des personnes physiques ou morales.

## Histoire et étymologie
Dans l’Empire romain, le censor était un type de magistrat romain chargé de faire le « cens », c'est-à-dire le recensement  des citoyens par niveau de fortune (pour l’impôt et les droits de participer au Sénat). Accessoirement, il était chargé de veiller aux bonnes mœurs des sénateurs.
À la Renaissance, dans la république d’Italie, le censeur est un personnage de l’administration notamment chargé d’obtenir des charges et le paiement de certains gages.
Face à certaines dérives (primes ou rémunération disproportionnées ou insuffisamment transparentes de certains dirigeants), lacunes ou risques dans la gouvernance des entreprises, le poste de censeur tend à se développer dans les sociétés anonymes.
Lors de l'enquête 2011 (publiée en 2012) de l'Autorité des marchés financiers (AMF) en France, sur 60 sociétés cotées interrogées, 19 sociétés (dont 13 appartenaient au CAC 40) disposaient au total de 32 censeurs. 3 de ces 19 sociétés avaient 3 censeurs ; mais seules 7 ont fait état des missions confiées aux censeurs.
Dans le paragraphe 1.2.1.4 de son rapport 2012, l'AMF recommande aux sociétés qui ont mis en place un ou plusieurs censeurs « de décrire précisément leurs mode de désignation, missions et prérogatives, par exemple dans les développements consacrés à l’activité et à l’évaluation du conseil ». La Recommandation AMF no 2012-14 a aussi explicitement recommandé à l’AFEP et au MEDEF d'« engager une réflexion sur l’opportunité d’appliquer aux censeurs certaines des règles auxquelles sont soumis les administrateurs, en particulier celles relatives à l’indépendance, à la déclaration d’intérêts et au cumul des mandats ».

## Rôles et fonctions du «censeur» dans l'entreprise
Le censeur joue un rôle complexe et variable selon le statut que lui a accordé l'entreprise. Son rôle est généralement situé entre celui des décideurs, des actionnaires et/ou des représentants du personnel (ou de collectivités ou de l'État quand ce représentant existe, dans une SEM par exemple).
Quand les statuts de l’entreprise le prévoient, le censeur participe à la sécurisation juridique des sociétés anonymes ou des SEM. Il présente ses observations à l’assemblée générale et/ou aux séances du conseil d’administration. 
S'il a la confiance des actionnaires et des salariés, il peut contribuer à les rassurer sur la bonne conduite de l'entreprise, en veillant à ce que les statuts soient bien appliqués, en étudiant et vérifiant les inventaires et les comptes annuels.

## Cadre pour le choix et la nomination des censeurs
Il n’existe pas de cadre officiel et légal. 
En France, pour faire son travail, le censeur peut s'appuyer sur les recommandations de l'AMF quant à la gouvernance des entreprises et - de manière volontaire - s’appuyer sur un « code consolidé » des recommandations de l’Association française des entreprises privées (AFEP) et du MEDEF, code fournissant un certain cadre de gouvernance d’entreprise, mais ce code ne dit rien des censeurs.
Le conseil d'administration ou de surveillance peut lui-même nommer un ou plusieurs censeurs, mais sous réserve que cette décision soit ratifiée par l'assemblée générale suivante.
Dans le cas d’une SEM (Société d’économie mixte), d'anciens élus peuvent devenir censeurs de la SEM, mais sans pouvoir être rémunérés dans les trois ans suivant la cessation de leur fonction d'élu dans la collectivité ou le groupement actionnaire de la SEM (sinon, il y a délit de "prise illégale d'intérêt".
L’AFIC considère que ce rôle est « très utile », mais recommande de ne pas lui donner trop de poids en évitant les censeurs « en pratique trop interventionnistes » et signale que les investisseurs apprécient que, le cas échéant par un aménagement des statuts, l’entreprise puisse faire en sorte qu’un poste de censeur puisse être transformé en poste d’administrateur et inversement.
Son rôle consiste à prendre du recul, analyser les capacités de l’entreprise par rapport au contexte socio-économique et financier et prodiguer des conseils. Il se limite strictement au conseil et ne décide pas. 
Certaines sociétés nomment plusieurs censeurs qui travaillent parfois en « collège de censeurs », qui n’ont qu’une voix consultative, mais leur nombre leur donne plus de poids. par exemple, le Conseil de surveillance du groupe BPCE dispose de sept censeurs ayant voix consultative , mais une autre entreprise interrogée par l'AMF prévoyait de pouvoir accueillir jusqu'à 9 censeurs dans son Conseil. Les statuts de certaines entreprises prévoient un poste de censeur « de plein droit » pour un représentant d’un actionnaire particulier .
Un censeur est choisi selon des critères qui diffèrent selon les entreprises, que l'AMF encourage à préciser. Il est souvent choisi dans l'entreprise mais parfois aussi hors de celle-ci. Il ne peut être membre du conseil de surveillance, mais il peut être membre d’un « comité d’audit » et  il arrive qu’il soit « membre honoraire », voire « Président d'honneur » du conseil de surveillance.
En raison des compétences qu'on souhaite chez eux, ils sont souvent recherchés dans le monde des banques et des affaires (économistes, experts en comptabilité), et choisis pour leurs compétences dans les questions juridiques, de compte et de stratégie en matière d’investissement.

## Statut juridique
En France, les  « censeurs » d’entreprises n’ont pas été prévus ni interdits par la loi. Leur existence est une sorte de tradition entretenue ou développée par beaucoup des grandes sociétés anonymes. Les entreprises définissent leur nombre, leur rôle, leur rémunération et les modalités de leur nomination. Au 31 décembre 2011, selon une enquête faite sur 60 grandes entreprises et publiée en 2012 par l'Autorité des marchés financiers, environ 1/3 des censeurs sont en France d’anciens membres du conseil ou du directoire de leur société. 
En 1978, la COB (Commission des opérations de bourse) a produit une communication relative à leurs missions.
En 1966, le législateur a clarifié la gouvernance des entreprises en listant les organes pouvant prendre part à la gestion, à la surveillance et au contrôle d’une société (conseil d'administration et conseil de surveillance ; commissaires aux comptes) et en précisant leurs compétences respectives (en limitant les possibilités de cumul de mandats).
Le censeur doit avoir une certaine indépendance, il lui est interdit d’avoir des attributions relevant de la compétence des organes légaux des sociétés par actions. Pour devenir censeur, il doit démissionner de ces attributions s’il en avait.